# Хауд-Ель-Хамра – Беджая
Хауд-Ель-Хамра – Беджая – нафтоконденсатопровід в Алжирі, також відомий як OB1. 
Трубопровід, сполучений в 1959 році, сполучив найбільше алжирське нафтове родовище Хассі-Месауд та середземноморський портовий термінал у Беджаї. Він має довжину 668 км та виконаний у діаметрах 550 мм та 600 мм. 
Особливістю трубопроводу є те, що по ньому транспортують як нафту, так і газовий конденсат. Останній може надходити до вихідного пункту OB1 з:
- конденсатопроводу Оханет – Хауд-Ель-Хамра;
- газопереробного комплекс Хассі-Месауд;
- конденсатопроводу Хассі-Р'Мель – Хассі-Месауд (можливо відзначити, що найбільше газове родовище Алжиру Хассі-Р'Мель сполучене з узбережжям власним конденсатопроводом, проте він розрахований на легкий конденсат, тоді як через Хассі-Месауд перевалюють важкий конденсат – продукт із підвищеним вмістом фракції С6+). 
Транспортування нафти та конденсату по OB1 забезпечується чотирма головними та чотирма допоміжними насосними станціями. Проектна пропускна здатність OB1 становит 14 млн тонн на рік, фактична станом на дуруг половину 2010-х – 11,6 млн тонн.